# 듀로
듀로(본명: 주민규, 2002년 2월 4일 ~ )는 대한민국의 리그 오브 레전드 프로게이머로 아이디는 Duro이다. 포지션은 서포터이다. 현재 Gen.G 소속이다.

## 선수 생활
2021년 7월, GC Busan SANDBOX에 입단하면서 커리어를 시작했다.
2022시즌을 앞두고 리브 샌드박스 2군으로 콜업되면서 프로 커리어를 시작했다.
2023시즌을 앞두고 한화생명 e스포츠 2군에 입단했다. LCK 4번 시드 자격으로 진출한 ASCI 2023에서 4강을 달성했다.
2023년 12월, 2023년 한중일 e스포츠 대회 리그 오브 레전드 국가대표팀 서포터로 선발되어 대한민국의 우승에 기여했다.
2024시즌을 앞두고 리브 샌드박스 2군에 복귀했다. 2024 서머시즌을 앞두고 BNK FearX 1군으로 콜업되었다.
2025시즌을 앞두고 Gen.G에 입단했다.

## 소속팀
| # | 팀명             | 소속 기간               | 소속 리그 | 비고 |
| - | ---------------- | ----------------------- | --------- | ---- |
| 1 | GC Busan SANDBOX | 2021.07.15 ~ 2021.12.07 | 아마추어  |      |
| 2 | 리브 샌드박스    | 2021.12.07 ~ 2022.12.08 | LCK       |      |
| 3 | 한화생명 e스포츠 | 2022.12.08 ~ 2023.11.21 | LCK       |      |
| 4 | 리브 샌드박스    | 2023.11.24 ~ 2024.11.18 | LCK       |      |
| 5 | Gen.G            | 2024.11.20 ~            | LCK       |      |

## 수상 내역
- 아시아 스타 챌린저스 인비테이셔널 2023 4강
- 2023년 한중일 e스포츠 대회 리그 오브 레전드 부문 우승